# 神岗村
神岗村是中华人民共和国广东省广州市从化区太平镇所辖的一个行政村。村委会设在神岗下村，位于神岗圩北面约100米。1958年人民公社化时成立神岗大队，因驻在神岗下村而得名。1967年文化大革命时更名红江大队，1974年复名。1983年12月改称神岗乡，1987年1月改称村。辖5条自然村（神岗下村、神岗上村、寮仔、沙田、寮仔）。1998年时，全村共有512户，人口2480人。